# Tetragonoderus flavovittatus
Tetragonoderus flavovittatus is een keversoort uit de familie van de loopkevers (Carabidae). De wetenschappelijke naam van de soort werd in 1881 gepubliceerd door Charles Owen Waterhouse.